# طيارة ورق (مسلسل)
طيارة ورق هو مسلسل درامي مصري من إنتاج عام 2008. المسلسل من إخراج زهير قنوع، وتأليف أيمن عبد الرحمن، ومن بطولة ميرفت أمين، و‌غادة إبراهيم، و‌درة، و‌إيناس مكي، و‌يوسف فوزي.

## ملخص القصة
- تدور الأحداث حول (تماضر) وهي مذيعة لبرامج الطبخ وتدير حضانة أطفال وتعيش حياة مستقرة مع زوجها وابنتها الوحيدة (نورا)، لكنها تكتشف بعد سنوات طويلة أنها كانت مخدوعة بالرجل الذي أعطته عمرها وتنقلب حياتها بعد أن تعرف فساده ومصدر ثروته، فماذا ستفعل.[4]

## طاقم التمثيل
- ميرفت أمين
- غادة إبراهيم
- درة
- إيناس مكي
- يوسف فوزي
- سامي مغاوري
- سيد ممدوح
- منى حسين

## إنتاج
- كتب أيمن عبد الرحمن قصة وسيناريو المسلسل، وكان المسلسل من إخراج زهير قنوع وإنتاج خالد حلمي.